# La Fage-Saint-Julien
La Fage-Saint-Julien ist eine französische Gemeinde  mit 303 Einwohnern (Stand: 1. Januar 2022) im Département Lozère in der Region Okzitanien (vor 2016 Languedoc-Roussillon). Sie gehört zum Arrondissement Mende und zum Kanton Peyre en Aubrac. 

## Lage
Sie grenzt im Nordwesten an Termes, im Norden an Les Monts-Verts, im Nordosten an Saint-Chély-d’Apcher, im Südosten an Les Bessons, im Südwesten an La Fage-Montivernoux und im Westen an Noalhac.
Das Gemeindegebiet gehört zum Regionalen Naturpark Aubrac.

## Bevölkerungsentwicklung

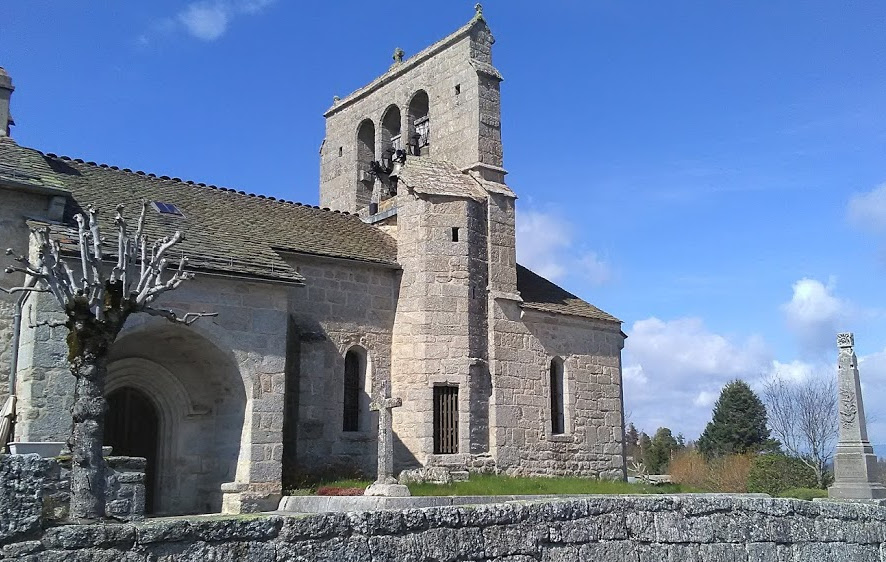
Kirche Saint-Julien

| Jahr      | 1962 | 1968 | 1975 | 1982 | 1990 | 1999 | 2008 | 2018 |
| --------- | ---- | ---- | ---- | ---- | ---- | ---- | ---- | ---- |
| Einwohner | 272  | 229  | 183  | 183  | 203  | 237  | 276  | 306  |